# 特雷隆
特雷隆（法語：Trélon，法語發音：[tʁelɔ̃]）是法国上法兰西大区北部省的一个市镇，位于该省东部，属于埃尔普河畔阿韦讷区。

## 地理
特雷隆（50°3'30"N, 4°6'10"E）面积39.15 平方千米，位于法国上法蘭西大區北部省，该省份为法国最北部的省份及最长的省份，西北濒北海，西接加来海峡省，南至埃纳省和索姆省，东与比利时接壤。
与特雷隆接壤的市镇（或旧市镇、城区）包括：维利、阿诺尔、埃普索瓦日、富尔米、格拉容、列西、穆斯捷昂法涅、奥安、桑迪诺尔、瓦莱尔昂法涅。

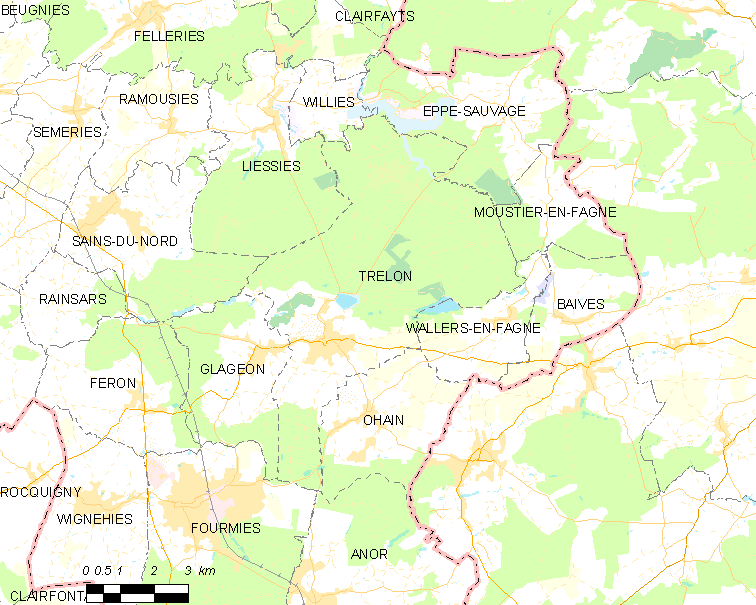
特雷隆的OSM定位图

特雷隆的时区为UTC+01:00、UTC+02:00（夏令时）。

## 行政
特雷隆的邮政编码为59132，INSEE市镇编码为59601。

## 政治
特雷隆所属的省级选区为富尔米县。

## 人口

1962-2008年间特雷隆人口变化图示

特雷隆于2022年1月1日时的人口数量为2642人。